# Pantaleón de Nicomedia

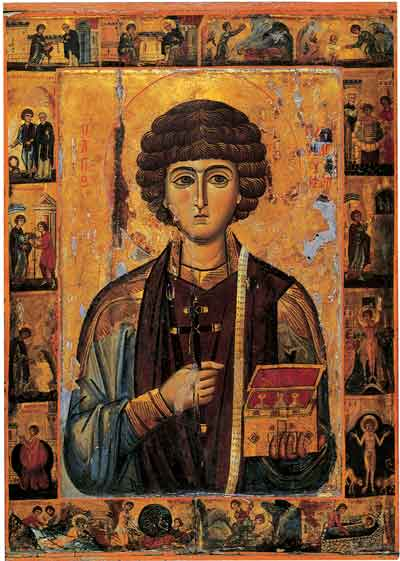
San Pantaleón en un icono del siglo XIII. Monasterio de Santa Catalina (Monte Sinaí, Egipto).

San Pantaleón fue un mártir y santo cristiano, nacido en Nicomedia, actual Turquía, a finales del siglo III. Era hijo de Eustorgio y Eucuba y fue médico como su padre. Su nombre, en griego, significa: “El que se compadece de todos” (Παντελεήμων, Panteleímon). Es uno de los catorce santos auxiliadores de la Iglesia católica y de los santos anárgiros de la Iglesia ortodoxa.
Estudió filosofía y retórica y después se dedicó a la medicina. Fue médico del emperador Galerio Maximiano. Según san Alfonso María de Ligorio, Pantaleón apostató de la fe cristiana, que volvió a recuperar gracias a su amigo, el sacerdote Hermolao, y fue perseguido por Diocleciano en 303. Tras ser torturado de varias maneras, murió. Según la tradición cristiana, el fallecimiento tuvo lugar bajo una higuera seca, que floreció al recibir la sangre del mártir luego de ser decapitado.
La iconografía representa al santo con una pequeña cruz y un escalpelo, o bien, al pie de un olivo o higuera seca.
Es invocado por los que padecen dolores de cabeza y por los tuberculosos.

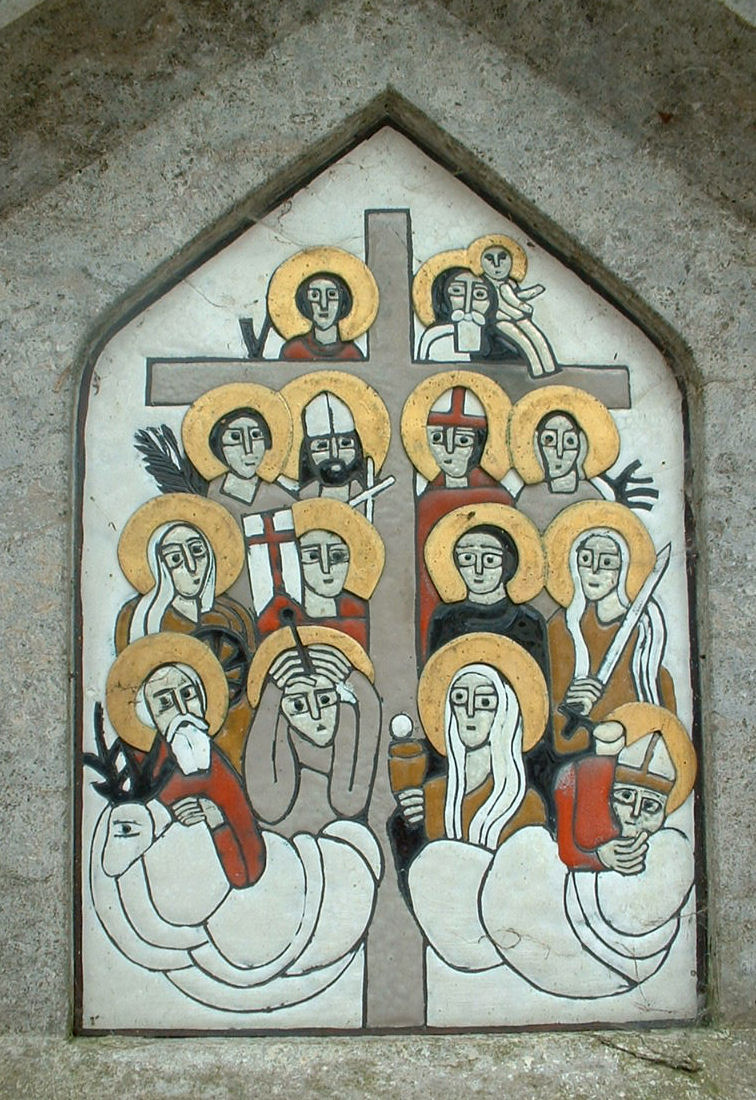
Los catorce santos auxiliadores.

## Reliquias
En Ravello (Italia), se conserva una ampolla con una porción de su sangre, así como en el Real Monasterio de la Encarnación de Madrid. Allí, cada año, la víspera de su santo (27 de julio), su sangre, conservada en estado sólido, se licúa. La Iglesia ya no reconoce como milagros los fenómenos físicoquímicos de licuefacción de sangre, por lo que ya no autoriza ningún estudio independiente. 
En la iglesia-santuario de san Pantaleón ubicada en el barrio porteño de Mataderos, a metros del Estadio Nueva Chicago en la ciudad de Buenos Aires, se atesora un trozo de hueso del mártir, esto como obsequio del cardenal de Venecia Albino Luciani, quien más tarde sería papa de la Iglesia Católica bajo el nombre de Juan Pablo I.
La parte del hueso dada a la Iglesia de san Pantaleón en Buenos Aires sería una parte del brazo del santo.

## Iconografía
En la ermita de San Pantaleón de Losa (Burgos) se representan los seis martirios de san Pantaleón: plomo fundido, ahogamiento en el mar, tortura en la rueda, en el potro, arrojado a las fieras y atravesándole con una espada hasta que, finalmente, fue decapitado.